# زندگی‌نامه‌نویسی
زندگی‌نامه‌نویسی یا شرح‌حال‌نگاری، ثبت و نگارش ویژگی‌های زندگی افراد برجستهٔ جامعه، از قشرها و صنف‌های مختلف است. در واقع «فن» یا «دانشی» از شاخهٔ علوم انسانی است که بخشی از دانش تاریخ یا یکی از ارکان آن به‌ شمار می‌آید.
گاه آن را با اندک تفاوتی در مفهوم «بیوگرافی»، «طبقات»، «سیره»، «تراجم احوال»، «تذکره‌نویسی» و «علم رجال» نیز می‌نامند.
آنچه در زندگی‌نامه‌نویسی مورد نظر است تعیین و ثبت تاریخ زادروز و مرگ افراد، ویژگی‌های اخلاقی، میزان معلومات و درجات علمی، کارهای اجتماعی، زندگی سیاسی، مصاحبه‌های مهم و سفرهای پرنقش، هویت شخصی و خانوادگی، و بالاخره گزارش دورنمایی از زندگی فردی و اجتماعی رجال و حوادث استثنایی و ارزشمند زندگی آن‌ها است.
محمد عوفی از زندگی‌نامه‌نویسان ایرانی بوده‌است.

## جُستارهای وابسته
- زندگی‌نامه